# Wolrad Eberle
Wolrad Eberle   (Friburg de Brisgòvia, 4 de maig de 1908 - Colònia, 13 de maig de 1949) va ser un atleta alemany, especialista en decatló, que va competir durant la dècada de 1930.
El 1932 va prendre part en els Jocs Olímpics de Los Angeles, on va guanyar la medalla de bronze en la competició del decatló del programa d'atletisme. Aquell mateix any guanyà el títol alemany del decatló.
Mori el 1949 a conseqüència de les ferides patides durant el seu captiveri a la Unió Soviètica en la Segona Guerra Mundial.